# ニューブリテン (曲)
ニューブリテン（New Britain）は、賛美歌アメイジング・グレイスの別アレンジ曲である。

## 概要
賛美歌のアメイジンググレイスには、2通りの旋律があり、そのうちの一種である。
この旋律は、日本の賛美歌「驚くばかりの」や聖歌「われをもすくいし」に使われることがある。
オルゴールでは、「アメイジンググレイス」と言う名称として採用されることがある。
原曲、アメイジンググレイスの旋律を少し簡単にしたバージョンである。